# Томилинский лесопарк
Томилинский лесопарк расположен на территории городского округа Люберцы Московской области. Он начинается непосредственно к востоку от Дзержинского шоссе, в 1,8 км к юго-востоку от МКАД. 

## География
Имеет неправильную овальную форму, вытянут с северо-запада на юго восток в междуречье рек Москва-река и Пехорка (левый приток). Длина составляет порядка 14 километров с северо-запада на юго-восток, ширина — около 5 км. Площадь 3,5 тысяч гектаров, из которых 35 га, входящих в состав территории поселка Томилино, был объявлены памятником природы в 1975 году. Территорию лесопарка окружают многочисленные посёлки и города, фактически превратившиеся в пригороды Москвы: Томилино, Люберцы, Котельники, Дзержинский (рядом с Лесной улицей), Лыткарино, Верхнее Мячково, Сельцо, Октябрьский, Токарево и др. По периферии лесопарка располагаются: Котельниковское кладбище, Новолюберецкое кладбище, кладбище Островцы, Томилинское кладбище. Примерно посередине парк пересекает Лыткаринское шоссе. Имеется несколько небольших озёр и пять ручьёв.

## Ориентиры и урочища

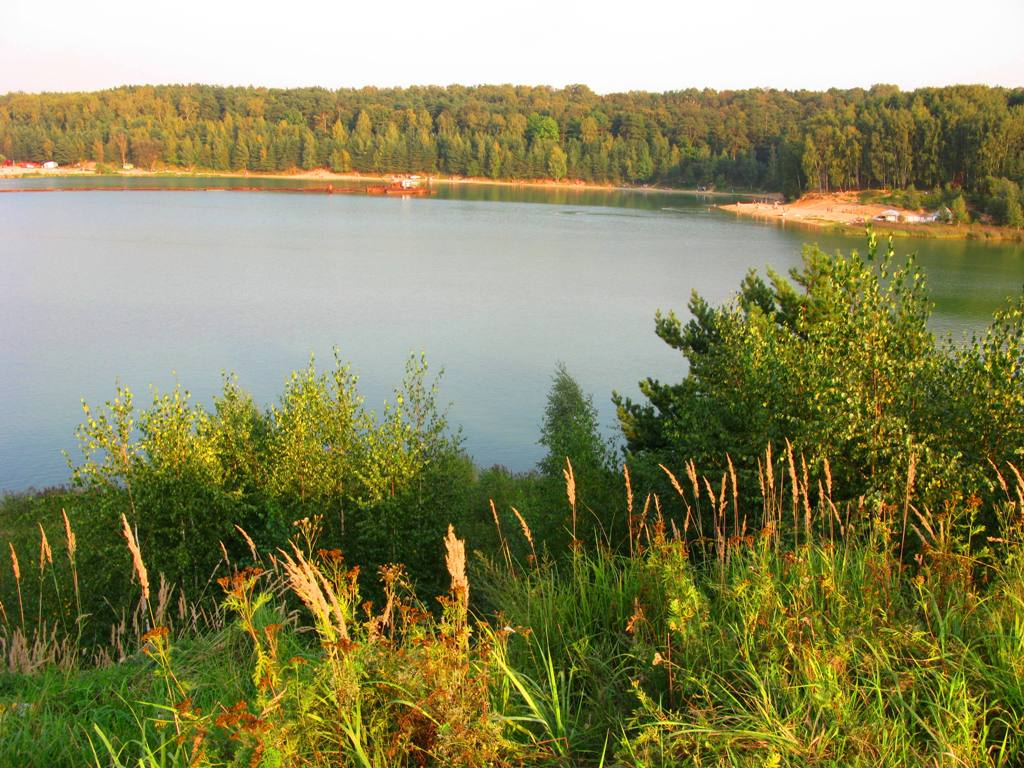
Озеро Волкуша и карьер, Лыткарино

На территории лесопарка расположено урочище Волкуша. Волкушинские или Лыткаринские карьеры были некогда местом добычи песка, из которого делали жернова.

## Флора и фауна
На территории лесопарка зарегистрировано более 25 видов птиц, встречается более 300 различных видов растений, в том числе такие редкие виды как купальница европейская, лунник оживающий, хохлатка полая и другие. Водятся лисицы. .

## Достопримечательности
- Залежи юрских песков (Лыткаринские высоты)
- Курганные захоронения  славян-вятичей (XI-XII вв.) (у Токарево)
- Николо-Угрешский монастырь XIV в., который в честь победы на Куликовом поле основал Дмитрий Донской.